# El mamut
El mamut es el sexto álbum de la banda argentina Massacre. Fue grabado entre mayo y octubre de 2007 en el estudio El Pie y producido por Juanchi Baleirón (cantante y guitarrista de Los Pericos). 
El disco representa un cambio en el sonido con respecto a las anteriores producciones de la banda. Las guitarras se escuchan más claramente y las voces están más altas. Los doce temas del álbum permiten mostrar la variedad de letras que escribe Walas, que pasan por diversos estados de ánimo desde el humor hasta el drama. El único tema que integra el disco que no les pertenece es Maggie May, de Rod Stewart.

## Premios
Este álbum ha sido galardonado con los siguientes reconocimientos:
- Mejor disco argentino de 2007, por el diario Página 12.
- Mejor disco argentino de 2007, por la revista Los inrockuptibles.
- Cuarto mejor disco argentino de 2007, por la revista Rolling Stone.

## Lista de canciones
1. La octava maravilla (4:50)
2. Compulsión (4:15)
3. Estamos en problemas (4:33)
4. La orquídea blanca (5:29)
5. Divorcio (4:20)
6. La reina de Marte (3:55)
7. Vienen zombies (4:05)
8. Clavos y globos (4:45)
9. Invasoras amazonas (4:14)
10. Maggie May (2:34)
11. La epidemia (3:52)
12. Resurrección (4:15)

### El mamut deluxe (2009)
1. La octava maravilla (4:50)
2. Compulsión (4:15)
3. Estamos en problemas (4:33)
4. La orquídea blanca (5:29)
5. Divorcio (4:20)
6. La reina de Marte (3:55)
7. Vienen zombies (4:05)
8. Clavos y globos (4:45)
9. Invasoras amazonas (4:14)
10. Maggie May (2:34)
11. La epidemia (3:52)
12. Resurrección (4:15)

Out Takes
1. Ziggy Stardust (3:16)
2. The One I Love (3:09)

Bonus Tracks (Videoclips)
1. Divorcio
2. La Octava Maravilla
3. La Reina De Marte

## Personal técnico
- Producción ejecutiva: Juanchi Baleirón

- Mezcla: Sebastian Perkal

- Mastering: Max Scenna

- Datos: Q5822371